# Moorland, New South Wales
Moorland är en ort i Australien. Den ligger i kommunen Greater Taree och delstaten New South Wales, i den sydöstra delen av landet, omkring 270 kilometer nordost om delstatshuvudstaden Sydney. Orten hade 516 invånare år 2021.